# Abby Lee Miller
Abby Lee Miller (Pittsburgh, Pensilvania, Estados Unidos; 21 de septiembre de 1965), es una instructora de baile, coreógrafa, directora estadounidense. Es propietaria de Reign Dance Productions, también fue la  fundadora de la Compañía de Danza Abby Lee, comúnmente conocida como ALDC y ALDC LA. Fue conocida por su aparición en el reality show Dance Moms de la cadena Lifetime. Padeció cáncer linfático, el cual se le diagnóstico en abril de 2018.

## Primeros años
Abby Lee Miller, hija de George L Miller y Maryen Lorrain Miller, quien operaba un estudio de baile. Durante sus años escolares, Abby estudió danza y coreografía. Durante sus años de escuela también participó en el club de esquí, Girl Scouts,durante estos años estuvo en la escuela de canto, y tomó clases de clarinete. El 13 de julio de 2011 tuvo comienzo el programa "Dance Moms".
En 2016, tuvo que ingresar a prisión por fraude, debido a que escondió miles de dólares al banco. Miller ingresó a prisión por 1 año y 1 día, actualmente se encuentra en una casa hogar ya que terminó su período de cárcel, casa hogar de la que salió el 25 de mayo de 2018. Sufre de cáncer linfático.

## Carrera

### Danza y estudios
Miller creció en torno a la danza en Penn Hills, Pensilvania, un suburbio de Pittsburgh, estudiando bajo la dirección de su madre en el Maryen Lorrain Dance Studio. En 1980, Miller formó la Abby Lee Dance Company, un equipo de baile en el estudio de su madre. Miller acabó haciéndose cargo del estudio en 1995 y lo rebautizó como Reign Dance Productions. Miller abrió un local en Los Ángeles en 2015. Fue cerrado y vendido en 2017 a la luz de la sentencia de prisión de Miller. Desde entonces, Miller ha reubicado su estudio de Los Ángeles en un espacio mucho más pequeño, que incluye una sala de baile y una tienda de mercancía. En diciembre de 2022, se anunció el cierre definitivo del estudio de Miller en Pittsburgh. Posteriormente fue vendido y reconvertido en un aparcamiento de autobuses y una guardería.
Miller obtuvo la certificación de Dance Masters of America y se convirtió en miembro de Dance Masters of Pennsylvania Chapter #10 en 1986, pero su membresía fue cancelada en febrero de 2012, con DMA diciendo que el reality show de Miller Dance Moms era «una tergiversación total de nuestros educadores de danza y sus estudiantes y es perjudicial para la profesión de la danza».

### Carrera en la telerrealidad
En 2011, Miller comenzó a aparecer en el programa de telerrealidad de Lifetime Dance Moms, donde enseñó a bailar durante muchos años. Miller apareció en el programa durante ocho temporadas hasta octubre de 2017. Dance Moms sigue las sesiones de práctica y las competiciones de las jóvenes estudiantes de la Abby Lee Dance Company. También sigue los métodos de enseñanza de Abby Lee y la reacción de las madres y las alumnas.
Tres spin-offs de Dance Moms son Abby's Ultimate Dance Competition, que duró dos temporadas y 22 episodios; Dance Moms: Miami; y Dance Moms: Abby's Studio Rescue. Este último sólo duró 7 episodios. Miller también ha sido juez invitada en Dancing with the Stars. En 2014, Miller publicó un libro, Todo lo que aprendí sobre la vida, lo aprendí en clase de baile.
En 2015, Miller abrió un nuevo estudio montado en Los Ángeles llamado ALDC LA. En marzo de 2017, Miller anunció que había abandonado la serie. En julio de 2018, Miller anunció su regreso para la temporada 8 de Dance Moms. La temporada 8 de Dance Moms se estrenó el 4 de junio de 2019 en Lifetime.
En 2016, Miller apareció en el estreno de la cuarta temporada de The Eric Andre Show.
Miller anunció en Instagram el 4 de mayo de 2020 que dejaría Dance Moms y Lifetime después de nueve años.
Hay rumores sobre el regreso de la serie a una nueva cadena, facilitados por Miller en una entrevista con Pop Crave.

### Acusaciones de racismo
El 2 de junio de 2020, Miller publicó un cuadrado negro en Instagram el Blackout Tuesday en respuesta a los asesinatos de George Floyd, Ahmaud Arbery y Breonna Taylor. Esto provocó que Adriana Smith, la madre de Kamryn, bailarina de la octava temporada de Dance Moms, compartiera en Instagram que ella y su hija abandonaron el programa por su experiencia con Miller. "Una frase de ella que se me queda grabada hasta el día de hoy durante mi tiempo en DMS8 es 'Sé que creciste en el HOOD con solo una caja de 8 lápices de colores, pero yo crecí en el Country Club con una caja de 64, no seas estúpida'". Smith escribió en Instagram. 
El 3 de junio de 2020, otra madre de Dance Moms, Camille Bridges, acusó a Miller de tratar a su hija Camryn de forma diferente debido a su raza y que el ambiente era "extremadamente hostil". Dijo a E! News por correo electrónico que Miller "trató de hacer creer que Camryn era la pobre y estaba allí con una beca. Decía las cosas más terribles delante de la cámara. Fue una experiencia traumática que no le deseo a nadie". 
Desde entonces, Miller ha borrado su post de Black Lives Matter y el 4 de junio de 2020 emitió una disculpa a "Kamryn, Adriana y cualquier otra persona a la que haya herido", diciendo: "Me doy cuenta de que el racismo puede venir no solo del odio, sino también de la ignorancia. Sea cual sea la causa, es perjudicial y es culpa mía. Aunque no puedo cambiar el pasado ni eliminar el daño que he causado, prometo educarme, aprender, crecer y mejorar. Aunque espero ganarme algún día tu perdón, reconozco que las palabras por sí solas no bastan. Entiendo que se necesita tiempo y un cambio genuino". Volviendo a publicar la disculpa de Miller, Smith dijo que no la aceptaba porque no creía que fuera sincera. "También apoyo y respaldo totalmente a Nia Frazier [Sioux], Camryn y Nicaya [Wiley], así como a cualquier otra persona que haya sido víctima del racismo a manos de Abby Lee Miller o en la industria", escribió Smith. 
Se anunció que el 5 de junio de 2020, Lifetime decidió cortar lazos con Miller como resultado de las acusaciones de los comentarios racistas que hizo. La cadena canceló el reality de competición Abby's Virtual Dance-Off, que se anunció en abril y estaba previsto que se estrenara en verano de 2020. Miller tampoco volverá a Dance Moms si la serie se renueva por una novena temporada.

## Problemas legales y financieros
El 3 de diciembre de 2010, Miller se declaró en bancarrota tras deber más de 400.000 dólares en impuestos atrasados a Hacienda. Poco después, fue contratada para Dance Moms, cuyo rodaje comenzó el 6 de abril de 2011. Los episodios comenzaron a emitirse en julio de 2011, y la situación financiera de Miller mejoró.
Miller comenzó a tener numerosos problemas legales en 2014. Una de las bailarinas de Dance Moms demandó a Miller, acusándola de agresión. La demanda alega además que los productores del programa fomentan un ambiente violento y combativo en el programa como forma de atraer espectadores. Una demanda de 5 millones de dólares fue presentada contra Collins Avenue Entertainment por escenificar desacuerdos que terminaron en una pelea entre Kelly Hyland y Miller. Paige Hyland también presentó una demanda por angustia emocional contra Miller. Las reclamaciones fueron retiradas en la demanda por angustia emocional.
El 13 de octubre de 2015, Miller fue acusada por el DOJ de fraude por crear una cuenta bancaria secreta entre 2012 y 2013 utilizada para ocultar ingresos de masterclasses, acuerdos televisivos y ventas de mercancía, además de no presentar los informes mensuales de ingresos requeridos ante el tribunal de quiebras durante 13 meses. Fue acusada de fraude de bancarrota, ocultación de activos de bancarrota y falsas declaraciones de bancarrota al ocultar unos 755.000 dólares. En caso de ser declarada culpable, podría haberse enfrentado a una multa de 250.000 dólares por cada uno de los 20 cargos de los que fue acusada (en total, 5.000.000 de dólares) y a cinco años de prisión. Se declaró inocente en noviembre de 2015. En febrero de 2016, el caso se aplazó por quinta vez. Poco después de su imputación, fue acusada de fraude aduanero relacionado con dinero en efectivo no declarado de Dance Moms gira de clases magistrales por Australia. Miller llegó a un acuerdo con los investigadores criminales del IRS para declararse culpable de cargos reducidos el 27 de junio de 2016.
La sentencia se fijó inicialmente para el 11 de octubre de 2016. Se aplazó tres veces: la primera al 20 de enero de 2017; luego al 24 de febrero de 2017; y finalmente al 8 de mayo de 2017.
El 9 de mayo de 2017, tras un juicio de dos días, Miller fue condenada a un año y un día de prisión federal, seguido de dos años de libertad supervisada. Miller también pagó una multa de 40.000 dólares, una sentencia de 120.000 dólares y dio una muestra de ADN relacionada con su acusación de delito grave.
El 12 de julio de 2017, Miller se presentó en la Institución Correccional Federal de Victorville en Victorville, California, para comenzar a cumplir su pena de prisión.
El 27 de marzo de 2018, Miller fue trasladado a Long Beach, California a un centro de reinserción social para completar su condena. Tras recibir tiempo libre por buen comportamiento, fue puesta en libertad el 25 de mayo.

## Vida personal
Miller nunca ha estado casada y no tiene hijos, citando que "amaba más al estudio que a la familia". En abril de 2018, le diagnosticaron linfoma de Burkitt, un tipo de linfoma no Hodgkin, tras una operación de columna. En septiembre de ese año, el linfoma de Miller entró en remisión y comenzó fisioterapia para volver a aprender a caminar.
A partir de 2024, utiliza una silla de ruedas eléctrica para desplazarse.